# Lịch sử Thánh nhạc Công giáo Việt Nam
Lịch sử Thánh nhạc Công giáo Việt Nam nói về quá trình hình thành và phát triển của dòng nhạc Thánh ca Công giáo tại Việt Nam.

## Lịch sử
Khi nói đến bài thánh ca đầu tiên của Việt Nam thì có nhiều ý kiến khác nhau.
Ý kiến thứ nhất cho đó là bài Nửa đêm mừng Chúa ra đời và Ca vịnh Đức Bà của linh mục nhạc sĩ Phaolô Đạt, người con họ đạo Búng (Lái Thiêu, tỉnh Bình Dương xưa thuộc giáo phận Sài Gòn, nay thuộc giáo phận Phú Cường), hai bài thánh ca đầu tiên này được viết vào năm 1907, và được in ấn ở Tân Định ấn quán vào năm 1910.
Ý kiến thứ hai cho đó là bài Thánh Thể sáng tác năm 1901 và bài Dâng Mẹ hoa sáng tác vào năm 1902 của tu sĩ Anphong Châu. Đây là ý kiến cũng vừa được ông Sơn Đông đưa ra bằng chứng hai quyển Cantemus Domino và Cung thánh Tổng hợp 1&2 của Nhạc đoàn Lê Bảo Tịnh có nêu rõ. Cả hai bài này được hát thông dụng ở Nam Định, nay đã thất lạc.
Ý kiến thứ ba cho những bài thánh ca đầu tiên của Việt Nam là do linh mục có tên là Vượng, dệt lời Việt vào các thánh ca La-tinh và Pháp, rồi đóng thành tập 20 bài và phổ biến rộng rãi ở Nam Định, Hà Nội và lan rộng khắp những nơi nào có giáo hữu, ở cả Bắc, Trung và Nam, trở thành một quyển sách hát thánh ca đầu tiên, dù không còn ai nhớ tên quyển sách là gì, chỉ còn nhớ cách gọi phổ biến là Sách hát cha già Vượng. Sách hát cha già Vượng xuất bản vào những năm 1943, dù cha không sáng tác bài nào mà chỉ đặt lời Việt cho giai điệu có sẵn, nhưng bán chạy như tôm tươi do giáo hữu lúc bấy giờ nghe hát tiếng La-tinh chẳng hiểu gì, bỗng được hát bằng tiếng Việt thì vô cùng thích thú. Điều đó nói lên chưa có bài hát tiếng Việt nào trong nhà thờ trước đó, mọi người mới khao khát đến như thế.

## Bối cảnh chung
Bối cảnh chung của Công giáo là hát tiếng La-tinh, cụ thể là Bình ca loại Cantus Gregorianus. Những bài hát tiếng La-tinh được các linh mục truyền giáo mang theo vào Việt Nam cùng với phụng vụ và giáo lý, đã trở thành nhạc phụng vụ đặc trưng đến nỗi không mấy ai dám có ý nghĩ thay thế nó. Tuy nhiên theo luật tiến hóa tự nhiên, lúc đó giáo hữu đọc kinh, suy ngắm, đọc sách hạnh thánh (giảng sách) đã hình thành dần một giọng đọc mà linh mục nhạc sư Antôn Tiến Dũng gọi là "tụng kinh", dịch từ chữ La-tinh psallere (hay psalmodier trong tiếng Pháp), là lối hát gần với đọc, dùng để:
1. Đọc kinh (đọc chung những bản kinh và ngắm chung những bài ngắm)
2. Đọc sách (còn gọi là giảng sách: đọc những loại sách suy gẫm)
3. Dâng lời cầu nguyện (quý chức đọc những kinh cầu nguyện)
4. Xướng-đáp trong thánh lễ (các công thức chủ tế xướng, cộng đoàn đáp)

Tất cả gọi chung là hình thể cung đọc (tonus). Cung đọc vốn có sẵn trong lòng người Việt Nam do 6 dấu giọng của ngôn ngữ rất đặc thù, không dân tộc nào có, cho nên người ngoại quốc khi nghe người Việt Nam nói chuyện họ gọi là "hát tiếng Việt" chứ không phải là nói tiếng Việt.
Các cung đọc luôn có ba dấu nhạc - mà linh mục nhạc sư Antôn Tiến Dũng - gọi là ba dấu trụ. Ba dấu trụ thay đổi theo từng miền; dựa trên ba dấu trụ này, nhiều ông "quý chức" (thành viên của Ban Hành giáo hay Hội đồng Mục vụ hôm nay) khi xướng kinh, còn thêm thắt vào đó những dấu nhạc phụ, khiến lối đọc kinh, đọc sách, dâng lời nguyện và xướng đáp trở nên gần với hát dần, ở miền Bắc Việt Nam được hệ thống rất công phu thành ngắm ngồi, ngắm đứng, vãn dâng hoa; ở miền Trung và miền Nam Việt Nam còn hình thành nên những bài hát như Kinh cầu Đức Bà, Kinh cầu Trái tim, Kinh Hồng ân... nghe rất hay, hoặc kinh Mừng tuổi Chúa dịp Tết Nguyên đán, vãn Nhơn sao (biến thể của khúc vịnh ca Dân ta ơi) trong ngày Thứ Sáu Tuần thánh.
Như vậy song song với hát thánh ca bằng loại nhạc Bình ca trong phụng vụ, lịch sử phát triển thánh nhạc Việt Nam không thể bỏ qua giai đoạn phát triển đi từ đọc kinh tiến dần đến hát kinh. Trên cơ sở này, có thể "phân chia giả định" lịch sử nền thánh nhạc Việt Nam làm 6 thời kỳ:

## Thời kỳ Cung đọc (~ 1901)
Thánh ca Việt Nam lúc này chưa phải là thánh ca đúng nghĩa, chỉ là cung đọc, cung kinh (ngắm), cung sách và cung xướng đáp. Lời ca là bản kinh, lời nguyện, bài ngắm, sách Hạnh các thánh, Sấm truyền (Kinh thánh), Gương phúc, sách Giảng Đức Bà, sách Dọn mình chết lành… Giai điệu chỉ có ba dấu nhạc làm ba dấu trụ, càng về sau càng phát triển ra thành bốn năm dấu nhạc như Kinh Cầu Đức Bà, Kinh Cầu Trái Tim ở miền Trung và miền Nam Việt Nam; riêng ở miền Bắc Việt Nam giọng đọc có tới 3 mùa: mùa Vui và mùa Mừng cho quanh năm, mùa Thương cho mùa chay, tất cả xoay chuyển trên 3 làn điệu: làn điệu kinh Kính mừng, làn điệu kinh Ngắm lễ hàng ngày và làn điệu kinh Dọn mình & cảm ơn rước lễ; mỗi làn điệu có từ 2 dấu trụ (Thương) tới 4 dấu trụ (Vui và Mừng). Nhịp điệu đều đều như tụng kinh bên Phật giáo.

## Thời kỳ Thánh ca giọng Đọc (năm 1901-1920)
Thời kỳ của những bài thánh ca thật sự, nhưng vẫn còn ảnh hưởng giọng cung đọc, nặng về cung đọc như những bài thánh ca của tu sĩ nhạc sĩ Anphong Châu, linh mục nhạc sĩ Phaolồ Đạt, linh mục nhạc sĩ Phaolồ Quy (cũng là người ở họ đạo Búng, Lái Thiêu, cùng quê với thánh Philipphê Phan Văn Minh và thánh Phêrô Đoàn Công Quý)… Lời ca do các nhạc sĩ tự sáng tác, nhưng chịu ảnh hưởng của các lời kinh, nên văn phong đầy chất kinh kệ Hán ngữ, Nôm ngữ. Giai điệu nhiều chất hát hơn, lên bổng xuống trầm nhiều hơn, nhưng vẫn còn đậm màu cung đọc. Nhịp điệu khá hơn nhưng vẫn chưa hay. Chưa có hòa âm. Kỹ thuật sáng tác chưa có.

## Thời kỳ Thánh ca giọng Hát (1920-1935)
Thời kỳ của những bài thánh ca mà âm nhạc lấy từ 2 nguồn: nguồn thứ nhất là những bài dân ca cổ truyền như các điệu Lưu thủy, Hành vân, Bình bán; nguồn thứ hai là những bài ca nước ngoài được dệt lời Việt. Đây là thời của cha già Vượng (Sách hát cha già Vượng… như đã nói ở trên). Bắt chước cha già Vượng, nhiều nơi cũng dịch hay dệt lời khác cho các bài hát Bình ca hoặc Pháp ca. Tuy nhiên không hẳn chỉ như thế, vì nhiều ý kiến cho rằng quyển sách hát thánh ca đầu tiên đúng nghĩa của Việt Nam có tên Ca ngợi Đức Chúa Bà Maria (1922), Ca ngợi Rất Thánh Trái Tim Đức Chúa Giêsu (1923) của linh mục nhạc sĩ Phaolồ Qui do Tân Định ấn quán xuất bản cho thấy nhạc và lời hoàn toàn do nhạc sĩ người Việt sáng tác, tuy có pha lẫn lời kinh hoặc chịu ảnh hưởng nặng lời kinh. Lời Việt khá hơn, nhưng vẫn còn đầy chất kinh. Giai điệu hay vì là của nước ngoài, hoặc nếu là giai điệu do tự sáng tác thì còn thô sơ mộc mạc. Nhịp điệu hay do âm nhạc của nước ngoài lão luyện vốn sẵn, của người Việt sáng tác thì còn độc điệu. Hòa âm hai bè, những bài thuần Việt chỉ có một bè. Kỹ thuật sáng tác tốt vì do người nước ngoài sáng tác, nếu do người Việt thì chưa có kỹ thuật, chỉ là phổ cho có nhạc chứ chưa có ý nhạc, câu cú và bố cục...

## Thời kỳ khởi đầu Thánh ca với dòng nhạc Việt Nam (1935-1955)
Thời kỳ bị ảnh hưởng nhạc Pháp đang phong trào thánh ca cải cách qua quyển sách hát dành cho giới trẻ Cantiques de la jeunesse rất hay, sôi nổi và phổ biến, một số nhạc sĩ như nhạc sĩ Hùng Lân, nhạc sĩ Hải Linh, linh mục nhạc sĩ Trinh Cát, nhạc sĩ Thiên Phụng, nhạc sĩ Nguyễn Khắc Xuyên (trước là linh mục, sau hồi tục), nhạc sĩ Duy Tân, linh mục nhạc sĩ Hoài Đức, nhạc sĩ Tâm Bảo... Lời ca hoàn toàn do các nhạc sĩ Việt Nam sáng tác. Giai điệu tuy bị ảnh hưởng nặng nhạc Pháp, nhạc Bình ca, nhưng đã bắt đầu có dấu ấn riêng của người Việt Nam. Nhịp điệu gần với một số tiết điệu thuộc nhịp đi (hành khúc: marche militaire), nhịp nhảy (fox, fox-trot, swing, pasodoble...).
Giữa thời kỳ này ở 3 miền Bắc, Trung và Nam, đã khai sinh những nhạc đoàn như Nhạc đoàn Lê Bảo Tịnh, Tiếng Chuông Nam, Sao Mai, Piô X, Thánh Tâm, Á thánh Philipphê Phan Văn Minh, Thánh Gia... Hòa âm vì sơ khai nên khá giản dị. Kỹ thuật sáng tác đã có, nhưng theo lối "cân phương" (carurre, luật cân phương vẫn còn ảnh hưởng rất nhiều nhạc sĩ thánh ca cho đến ngày hôm nay). Thời kỳ này vì phát triển song song với dòng nhạc đời kháng chiến bên ngoài xã hội, nên cũng bị ảnh hưởng qua lại ít nhiều, nhất là âm nhạc không tránh khỏi nhuốm chút ít chất "khí thế đấu tranh" (thấy rõ ở các bài viết về các thánh tử đạo). Thời kỳ của cuộc di cư khổng lồ những người miền Bắc Việt Nam vào định cư tại miền Nam đã giúp pha trộn, hoà hợp bản sắc và phong cách thánh ca giữa các miền thành một bản sắc và phong cách chung.

## Thời kỳ Thánh ca tuổi trưởng thành và phát triển (1955-1975)
Thời kỳ của nhiều nhạc sĩ mới như linh mục nhạc sư Tiến Dũng, linh mục nhạc sĩ Phaolô Nguyễn Văn Hòa (nguyên giám mục Nha Trang, chủ tịch HĐGMVN), linh mục nhạc sĩ Gioan Minh, linh mục nhạc sĩ Lương Hoàng Kim, linh mục nhạc sĩ Thiện Cẩm, linh mục nhạc sĩ Ngô Duy Linh, nhạc sĩ Hùng Lân, linh mục nhạc sĩ Vinh Hạnh, linh mục nhạc sĩ Kim Long... cuối thời kỳ này nổi lên nhóm tu sĩ Dòng Chúa Cứu Thế với linh mục nhạc sĩ Thành Tâm, linh mục nhạc sĩ Hoàng Đức, linh mục nhạc sĩ Trần Sỹ Tín... Lời ca tự dệt theo ý riêng hay ý Thánh Kinh. Giai điệu hay và có phần lộng lẫy đáng gọi là thời Hoàng kim của nền thánh nhạc Việt Nam. Nhịp điệu hay, có bản sắc, nhưng cuối thời kỳ này một số ít nhạc sĩ chịu ảnh hưởng trào lưu nhạc châu Mỹ La tinh, nhạc Jazz, nhạc Rock và nhạc Pop (những trào lưu âm nhạc này đã theo chân quân đội đồng minh vào Việt Nam). Hòa âm bắt đầu được chú trọng.
Kỹ thuật sáng tác được linh mục nhạc sư Antôn Tiến Dũng xuyên qua trường Suối Nhạc và đại học Minh Đức, đã đẩy lên cao. Đặc biệt bắt đầu thành lập Ủy ban Thánh nhạc Toàn quốc, và trong số những vị tổng thư ký đầu tiên của Ủy ban có một vị là linh mục nhạc sĩ Gioan Minh đã có sáng kiến tổ chức lần thứ nhất Đại hội Thánh nhạc Việt Nam tại hội trường Tabert Sài Gòn ngày 21 tháng 11 năm 1971, khiến phong trào sáng tác, xuất bản, hát thánh ca cùng với phong trào học thánh nhạc, thành lập ca đoàn trong các giáo xứ thay cho các Hội hát (chuyên hát Bình ca)... bắt đầu dâng cao.
Đặc biệt năm 1968, linh mục nhạc sư Antôn Tiến Dũng, cùng với Ủy ban Thánh nhạc Toàn quốc thành lập trường thánh nhạc đầu tiên lấy tên là trường J.S. Bach, sau đổi tên thành trường Suối Nhạc, hoạt động đến năm 1975 thì đóng cửa. Chỉ 7 năm hoạt động nhưng đã cung cấp nhiều tài năng thánh nhạc và nâng cao ý thức học tập thánh nhạc. Vào thời kỳ này, lại còn thêm tác động của Đại chủng viện Thánh Giuse Sàigòn qua hai việc: một là xuất bản hai quyển thánh ca Chúc tụng Chúa I, Chúc tụng Chúa II, với nhiều nhạc sĩ mới nổi lên và nhiều bài thánh ca với phong cách mới mẻ, trẻ trung, nhiều tính phóng túng, bắt đầu mang nhiều hơi thở nhạc đời hơn nữa; hai là khởi xướng phong trào hát tụng thánh vịnh trong các Giờ kinh phụng vụ và nghi thức hát Đáp ca của thánh lễ... làm cho nền thánh nhạc Việt Nam thêm khởi sắc.

## Thời kỳ Thánh ca tuổi tạm dừng phát triển (1975-2005)
Thời kỳ này sinh hoạt thánh nhạc tuy rầm rộ với sự xuất hiện của rất nhiều nhạc sĩ mới là giáo dân nhiều hơn (trước đó nhạc sĩ phần đông là giáo sĩ), đi kèm rất nhiều tác phẩm mới xuất hiện, nhưng thánh ca thời kỳ này chứa nay sự trăn trở, mất hướng vừa vì thời cuộc, vừa vì không còn các ủy ban thánh nhạc các cấp lèo lái và hướng dẫn.
Những nhạc sĩ như linh mục nhạc sĩ Thành Tâm, nhạc sĩ Viết Chung, linh mục nhạc sĩ Phạm Liên Hùng, linh mục nhạc sĩ Xuân Thảo, linh mục nhạc sĩ Nguyễn Duy, linh mục nhạc sĩ Vũ Mộng Thơ, linh mục nhạc sĩ Văn Chi, linh mục nhạc sĩ Dao Kim, nhạc sĩ Phạm Đức Huyến... nền nã là thế, cũng vẫn không kiềm nổi sự chao đảo hướng đi của thánh nhạc Việt Nam.
Những cuộc trình diễn thánh ca được tổ chức dày đặc khắp các giáo xứ biến thành những buổi "văn nghệ đạo đức", vì phong trào ca đoàn trăm hoa đua nở (mỗi giáo xứ có nhiều ca đoàn, thậm chí mỗi hội đoàn hoặc mỗi giới cũng có ca đoàn riêng), phát triển mạnh hơn sự cần thiết đã khiến quan niệm về thánh nhạc không phát triển theo kịp. Giai điệu hay, nhưng bị hơi thở của nhạc đời ăn luồng bên trong rất sâu rất nặng. Hòa âm khá, nhưng nổi lên phong trào viết hòa âm bắt chước lối đa âm điệu (motetum) rồi gọi là hát đuổi. Kỹ thuật sáng tác chưa thoát khỏi ám ảnh của luật cân phương.

## Thời kỳ Thánh ca thế hệ mới (2005 ~)
Thời kỳ bắt đầu xác định hướng đi mới, nguyệt san Thánh Nhạc Ngày Nay khởi xướng phong trào viết và hát thánh ca mới (bố cuc mới) gần với các hình thể thánh nhạc truyền thống của Giáo hội. Nguyệt san Thánh nhạc Ngày Nay cũng đã khởi xướng thành lập và tổ chức Ngày Nhạc sĩ (3 tháng 9) lần I để mỗi năm tưởng nhớ các nhạc sĩ quá cố kết hợp với việc họp mặt các nhạc sĩ sinh thời; khởi xướng và tổ chức Ngày Ca trưởng (22 tháng 11) lần I để các ca trưởng khắp ba miền đất nước đoàn kết, tương trợ, giúp nhau trong công tác điều khiển ca đoàn hát phụng vụ; thành lập và tổ chức Quỹ Phaolô Đạt để những ai hoạt động thánh nhạc tương trợ giữa nhau, giúp đỡ người hoạt động thánh nhạc trong cảnh già yếu, bệnh hoạn, nhất là cổ vũ cộng đoàn nhớ ơn các nhạc sĩ vì họ xưa nay đã luôn cống hiến thầm lặng và hết mình qua việc sáng tác và để cho mọi người sử dụng tác phẩm của họ một cách hết sức tự do mà không được hưởng hay cũng không có yêu cầu gì về bản quyền lẫn tác quyền.
Cũng cần ghi chú nho nhỏ, nhưng quan trọng, đó là song song với nhịp đi của lịch sử Thánh nhạc Việt Nam, từ đầu cho đến giữa thời kỳ V tức năm 1965, Bình ca vẫn là nền âm nhạc chính thức dùng trong phụng vụ, sau Công đồng Vaticano II, âm nhạc Bình ca mới thực sự lui bước nhường hẳn cho thánh nhạc hoàn toàn Việt Nam. ^ 

## Tờ báo đầu tiên về thánh nhạc ở Việt Nam
Dù năm 1970 Ủy ban Phụng vụ-Thánh nhạc-Mỹ thuật Tôn giáo do giám mục Giuse Phạm Văn Thiên làm chủ tịch, có xuất bản tập san Phụng vụ (số đầu tiên ra vào tháng 12 năm 1970, trong đó có 3 phần: Phụng vụ, Thánh nhạc, Mỹ thuật Tôn giáo) nhưng chưa kể là tờ báo chuyên về thánh nhạc. Do tư nhân chủ xướng là nguyệt san Cantáte, số đầu tiên ra ngày 13 tháng 3 năm 1993, sống gần 13 năm chuyển sang thành Thánh nhạc ngày nay, số đầu tiên ra ngày 15 tháng 8 năm 2005 nhân biến cố linh mục nhạc sư Antôn Tiến Dũng và nhạc sĩ Thy Yên cùng qua đời; kế tiếp là nguyệt san Hát Lên Mừng Chúa (1995-2003) do linh mục Anrê Đỗ Xuân Quế và Ban thánh nhạc Giáo phận Thành phố Hồ Chí Minh chủ trương được 95 số, Hương trầm (1998-1999) do linh mục nhạc sư Antôn Tiến Dũng và linh mục nhạc sĩ Kim Long - Ủy ban Thánh nhạc Toàn quốc - chủ trương được 5 số, cả hai sau một thời gian đã ngưng hoạt động.
Cần biết thêm, trong thời kỳ này, vào năm 1993, nhạc sĩ Ngọc Kôn, thay mặt linh mục nhạc sư Antôn Tiến Dũng, thành lập lại trường Suối Nhạc đặt tại giáo xứ Tân Định, sau 3 năm giám mục chủ tịch Ủy ban Thánh nhạc Toàn quốc Phaolô Nguyễn Văn Hoà đổi thành Trung tâm Đào tạo Thánh nhạc Toàn quốc hoạt động thêm 2 năm nữa rồi đóng cửa.
1. ^ Thêm một lưu ý khác, khi nước ta bắt đầu cuộc cách mạng toàn dân đấu tranh giành độc lập, từ những năm giữa thập niên 40, thánh nhạc phần nào cũng thoảng hơi thở của dòng nhạc cách mạng mà các nhạc sĩ Văn Cao, Lưu Hữu Phước (Huỳnh Minh Siêng), Đỗ Nhuận, Trần Hoàn, Hoàng Việt, Nguyễn Văn Thương, Nguyễn Đình Thi, Phạm Tuyên ngoài đời đã dấy lên...